# Euchilia puncticollis
Euchilia puncticollis är en skalbaggsart som beskrevs av Waterhouse 1878. Euchilia puncticollis ingår i släktet Euchilia och familjen Cetoniidae. Inga underarter finns listade i Catalogue of Life.